# ADAM Italia
ADAM Italia (Associazione Difesa Anime & Manga Italia) è un'associazione culturale italiana indipendente e senza scopo di lucro, che si pone come obiettivo principale la lotta alla disinformazione e al puritanesimo o/e neo-puritanesimo che per lungo tempo hanno circondato il mondo dei manga e degli anime in Italia (e non solo), in quanto ritenuti fonte delle censure e delle polemiche che spesso colpiscono tali opere.
Per questo si è impegnata in un'attività di sensibilizzazione con la dichiarata intenzione di proteggerne la qualità e rispettare gli autori.

## Storia
ADAM fu costituita con proprio statuto nel luglio del 1997 ad opera di un gruppo di appassionati di animazione giapponese che frequentava il newsgroup it.arti.cartoni.
L'associazione si proponeva, tra l'altro, di favorire un accordo tra le case editrici, le emittenti televisive italiane e il pubblico degli appassionati per definire criteri di pubblicazione e programmazione che rispondessero non solo alle legittime esigenze di mercato di quelle, ma anche alle aspettative dei consumatori e al rispetto dell'integrità degli anime e dei manga in quanto creazioni originali.
Scopo principale era far sì che venisse riconosciuta la "vera natura" delle produzioni tradotte anche dal punto di vista dell'immagine che di esse veniva proposta in Italia, puntando anche alla trasmissione di anime in diverse fasce orarie a seconda delle loro caratteristiche, in una situazione in cui i distributori subivano le pressioni delle associazioni di genitori per evitare l'esposizione dei bambini a programmi per loro inappropriati.
L'associazione faceva parte di una rete di analoghe associazioni costituite in altri paesi, come l'omonima ADAM in Spagna o Save Our Sailors negli USA, ed era in contatto con alcuni dei più noti professionisti italiani del settore, come Luca Raffaelli, i Kappa Boys e il doppiatore e direttore di doppiaggio Fabrizio Mazzotta allo scopo di coinvolgerli nella sua azione per una più corretta informazione riguardo all'animazione nipponica. Mazzotta diventò anche membro dell'associazione.
L'attività si svolgeva soprattutto attraverso internet, in particolare con la pubblicazione on line dell'ADAMagazine, nonché di libri sull'argomento, come Pericolo Giallo, pubblicato nel 2008. All'epoca della sua massima attività si moltiplicarono in rete i siti dedicati ai fumetti e all'animazione giapponese che esponevano il "fiocchetto blu" di ADAM, simbolo dello slogan "No alla censura negli anime" utilizzato per promuovere una petizione a tutela dell'animazione giapponese come forma d'arte, indirizzata a Mediaset con migliaia di firme.
ADAM è accreditata come l'unica associazione che si è occupata specificamente di difendere l'originalità di anime e manga in Italia dalla seconda metà degli anni 90, considerandola un soggetto che avrebbe potuto fungere da consulente per gli adattatori dell'epoca.
Da tempo l'associazione è «in una fase di "quiescenza"» a causa della diminuzione del fenomeno della censura, mantenendo il sito web ufficiale non aggiornato come documento storico.
All'attività di ADAM è stato attribuito il merito di aver contribuito a far sì che la polemica intorno a manga e anime in Italia scemasse sostanzialmente nel tempo a vantaggio di un mutato atteggiamento culturale, più attento all'integrità di queste opere.